# Hajbåt
Hajbåt är en finsk entypsbåt, konstruerad av Gunnar L. Stenbäck.
Hajbåten har en längd överallt på 9,6 meter, längd i vattenlinjen på 6,6 meter, ett djupgående om 1,1 meter och en segelarea om 19 m². Hajbåten antogs 1930 i Finland, där den kom att bli mycket populär, och kom även att bli populär i Frankrike under namnet Requin, då med 25 m² segelarea.